# Arbeitskreis Junger Kriminologen
Der Arbeitskreis Junger Kriminologen (AJK) ist eine im Jahr 1969 gegründete Vereinigung kritischer deutschsprachiger Kriminologen. Er gab seit 1969 die kriminologische Fachzeitschrift Kriminologisches Journal heraus, wird jedoch in neueren Jahrgängen der Zeitschrift nicht mehr als Herausgeber genannt. Eine offizielle Vereinsgründung ist nie erfolgt, jedoch gab es über die Zeitschriftengründung hinaus mehrere Buchveröffentlichungen und es fanden Tagungen statt. Als Initiatoren zur Gründung des Arbeitskreises nennt Henner Hess Lieselotte Pongratz und Stephan Quensel.

## Ansatz
Die kritische Kriminologie, zu der sich viele Mitglieder des Arbeitskreises zugehörig fühlen, war vor allem in den Achtziger Jahren dem Etikettierungsansatz verpflichtet. Dies geschah in bewusster Abgrenzung zu den ätiologischen Grundannahmen einer am Verhalten des Täters ansetzenden traditionellen Kriminologie. Ergänzt wurde der Etikettierungsansatz durch eine konflikttheoretische Perspektive. Neben diesen theoretischen Grundannahmen wurde seitens des Arbeitskreises auch eine reformorientierte Kriminalpolitik angemahnt, der zufolge
- alternative Praxismodelle zu den herrschenden Normen und Verfahrensweisen im Kriminalisierungsprozess legitimiert werden und
- politische Bedingungen und Reformen auf dem Gebiet der sozialen Kontrolle geklärt werden, Forschungsressourcen neu verteilt werden sollten und Kriminologie als Wissenschaft reorganisiert werden sollte.[5]

Mit der Zeit kam es zu einer Differenzierung, was das theoretische Fundament und die Zielsetzung anbelangt. Einzelne Mitglieder des Arbeitskreises (so Henner Hess und Sebastian Scheerer) wichen ab Mitte der Neunziger Jahre auch explizit von einer einseitigen Fokussierung auf den Etikettierungsansatz ab.
Im Rahmen einer Tagung des Arbeitskreises im Jahr 1989 kam es zur Gründung der bis heute bestehenden Gesellschaft für interdisziplinäre wissenschaftliche Kriminologie.